# فيفا 20

القائمة الرئيسية للعبة فيفا 20

فيفا 20 (بالإنجليزية: FIFA 20)‏ هي لعبة فيديو لمحاكاة رياضة كرة قدم، وهي السلسة الـ 27 من سلسلة سلسلة ألعاب فيفا. والتي تقدم من قبل ستوديو إي أيه فانكوفر وإلكترونيك آرتس.
أُعلن عنها لأول مرة في مؤتمر صحفي في 2019، وصدرت في 27 سبتمبر من عام 2019. وستعمل اللعبة على عدة منصات؛ مثل بلاي ستيشن 4، إكس بوكس ون، نينتندو سويتش ومايكروسوفت ويندوز.
يذكر أن اللعبة لن تصدر لمنصتي الإكس بوكس 360 ومنصة بلاي ستيشن 3، جاعلةً إصدار فيفا 19 الأخير الي في السلسلة التي تصدر على تلك الأنظمة الأساسية.

## الإضافات
- طور ال VOLTA وهو طور كرة قدم شوارع يكثر فيه استخدام المهارات الفردية لتجاوز اللاعبين أو لتسجيل الأهداف ويفوز الفريق المكون من 3 أو 4 أو 5 لاعبين بتسجيل 4 اهداف. وفي نمط المهنة تمت هنالك الكثير من الإضافات والميزات الجميلة مثل طريقة تخصيص المدرب الخاص بك وغيرها. وأُضيفت بطولة كأس الليبرتادوريس وكوبا سود أمريكانا وريكوبا سود أمريكانا مرخصة بالكامل مع أنديتها.

## وصلات خارجية
- فيفا 20 على موقع IMDb (الإنجليزية)
- الموقع الرسمي